# Thagria hamata
Thagria hamata är en insektsart som beskrevs av Nielson 1977. Thagria hamata ingår i släktet Thagria och familjen dvärgstritar. Inga underarter finns listade i Catalogue of Life.